# Ерней
Ерней (рум. Ernei) — село у повіті Муреш в Румунії. Адміністративний центр комуни Ерней.
Село розташоване на відстані 266 км на північний захід від Бухареста, 9 км на північний схід від Тиргу-Муреша, 81 км на схід від Клуж-Напоки, 129 км на північний захід від Брашова.

## Населення
За даними перепису населення 2002 року у селі проживали 1980 осіб.
Національний склад населення села:
| Національність | Кількість осіб | Відсоток |
| -------------- | -------------- | -------- |
| угорці         | 1634           | 82,5%    |
| цигани         | 215            | 10,9%    |
| румуни         | 131            | 6,6%     |

Рідною мовою назвали:
| Мова      | Кількість осіб | Відсоток |
| --------- | -------------- | -------- |
| угорська  | 1673           | 84,5%    |
| циганська | 180            | 9,1%     |
| румунська | 127            | 6,4%     |